# Джоан Ґ. Робінсон
Джоан Мері Ґейл Робінсон, уроджена Томас (англ. Joan Mary Gale Robinson; 10 лютого 1910 — 20 серпня 1988) — британська письменниця та ілюстраторка дитячих та підліткових книг.

## Життя та творчість
Народилася 10 лютого 1910 року в Джерардс Кросс, Бакінгемшир, Англія. 1941 року вийшла заміж за письменника та ілюстратора Річарда Ґевіна Робінсона, з яким жила у Кінґс Лінні, Норфолк. Деякі з книг випущені у співпраці з ним
За всю свою письменницьку кар'єру написала понад 30 книг. Першою книгою для дітей Джоан стала розповідь «А означає ангел» (1939), а одним із її найвідоміших дитячих творів є книга «Тедді Робінсон» (1953), головним персонажем якої є плюшевий ведмедик, що є прототипом м'якої іграшки її доньки Дебори. Сама донька також часто виступала як модель для персонажа з тим же іменем у книгах письменниці. Дебютним же підлітковим романом письменниці стала книга «Коли Марні була поруч» (1967), яку того ж року включили до списку кандидатів на Медаль Карнегі, щорічної британської літературної премії. Ба більше, Міядзакі Хаяо включив розповідь про Марні до 50-ти рекомендованих дитячих книг, а 2014 року світ побачила екранізація книги з однойменною назвою — «Спогади про Марні».
Померла письменниця 20 квітня 1988 року в Кінгс Лінн, Норфолк, Англія.

### Співпраця
Джоан Ґ. Робінсон відома не лише як письменниця, але й як ілюстраторка книг. Іноді вона навіть співпрацювала з іншими ілюстраторами, серед яких Пеґґі Фортнум і Пруденс Сьюард.

## Вибрана бібліографія

### Дитяча література
- A Stands for Angel (1939) — «А означає ангел»;
- God of All Things (1948) — «Бог усіх речей»;
- Teddy Robinson (1953) — «Тедді Робінсон»;
- Mary-Mary (1957) — «Мері-Мері».

### Підліткова література
- When Marnie Was There (1967)[9] — «Коли Марні була поруч»
- Charley (aka The Girl Who Ran Away) (1969) — «Чарлі», також відома як «Дівчина, яка втекла»;
- The House in the Square (1972) — «Будинок у квадраті»;
- The Summer Surprise (1977) — «Літній сюрприз»;
- Meg and Maxie (aka The Sea Witch чи The Dark House of the Sea Witch) (1978)[10] — «Меґ і Мексі», також відома як «Морська відьма» та «Темний будинок морської відьми».

## Переклади українською
- Джоан Робінсон. Коли Марні була поруч. — К. : Рідна мова, 2017. — 240 с. — ISBN 978-966-917-113-9.